# The Amity Affliction
The Amity Affliction is een Australische metalcore/posthardcoreband afkomstig uit Gympie, Queensland.

## Biografie
De band werd in 2003 opgericht door Ahren Stringer, Joseph Lilwall en Troy Brady terwijl zij in het laatste jaar van de middelbare school zaten. De naam van de band is een eerbetoon aan een vriend die op 17-jarige leeftijd omkwam bij een auto-ongeluk. Amity staat voor de vriendschap, terwijl Affliction de pijn en strijd van de bandleden om met de dood om te gaan weergeeft. Midden 2005 bracht de band een zelf-getitelde ep uit, waarna ze langs de oostkust van Australië toerden.
In 2007 verruilden Lachlan Faulkner en Garth Buchanan de band andere bands, respectievelijk voor Saint Lucia en Behind Crimson Eyes. Dit zorgde voor de nodige positionele wisselingen, waarna de band met  High Hopes een nieuwe ep uitbracht. Op 4 oktober 2008 volgde hun debuutalbum Severed Ties. Het album werd geproduceerd door Darren Thompson en gedistribueerd door Boomtown Records. In mei 2009 toerde de band als voorprogramma met The Getaway Plan voor de Finale Tour door heel Australië. Daarna waren ze zelf het hoofdprogramma van een nationale toer, met het Britse We Are the Ocean als voorprogramma. Later dat jaar draaiden ze de rollen om en toerden ze voor het eerst door het Verenigd Koninkrijk, als voorprogramma van We Are the Ocean. In december 2009 gaf Christopher Burt in Londen zijn laatste show. Hij werd vervangen door Clint Ellis van The Getaway Plan.
In April 2010 nam de band in New York haar tweede album op, dat Youngbloods zou gaan heten en uiteindelijk op 18 juni van hetzelfde jaar uitgebracht werd. Op 26 november werd dit gevolgd door Glory Days, een compilatiealbum met onder andere materiaal van eerdere demo's. Eind 2011 toerde de band wederom door Australië, ditmaal met ondersteuning van Asking Alexandria. Op 8 februari 2012 maakte de band bekend dat ze een contract hadden getekend bij Roadrunner Records, waar ze hun derde studioalbum uit zouden brengen.  Chasing Ghosts verscheen in september en werd gepromoot met een toer naast bands als The Ghost Inside, Architects en Buried in Verona.
Op 24 maart 2013 maakte Joel Birch bekend dat Dan Brown de eerder vertrokken Imran Siddiqi zou vervangen als gitarist van de band. Gedurende de Warped Tour van 2013 was de band het middelpunt van de nodige controverse, toen Joel Birch tijdens hun optreden besloot zich uit te spreken tegen de nodige misstanden die hij gezien had. Zo sprak hij zich uit tegen de seksistische opmerkingen die Memphis May Fire-frontman Matty Mullens gemaakt zou hebben en maakte hij zich hard voor Chad Hasty, de vervangende drummer voor de band, nadat deze door het publiek racistisch bejegend zou zijn. Tegen het einde van 2013 toerde de band voor de Brothers In Arms Tour door Australië en Europa, waarbij Chelsea Grin, Stick to Your Guns het voorprogramma voor het Australische deel verzorgden en In Hearts Wake aanwezig was bij beide delen van de toer.
In juni 2014 bracht de band haar vierde album  Let the Ocean Take Me uit. Het band behaalde met het album voor de tweede maal op rij een eerste notering in de Australische hitlijsten. Op 11 oktober datzelfde jaar kondigde Troy Brady aan dat hij besloten had de band te verlaten. Ahren Stringer was hierna het enige overgebleven lid van de originele bezetting. In 2015 speelde de band tijdens de Warped Tour, waarna ze het hoofdprogramma verzorgden van de Seems Like Forever U.S. Tour, met ondersteuning van onder meer Chelsea Grin en The Plot in You. In december van dat jaar toerden ze met A Day to Remember, Motionless in White en Hands Like Houses door Australië en Nieuw-Zeeland.
Op 12 augustus 2016 bracht de band haar vijfde studioalbum  This Could Be Heartbreak uit. Het album werd geproduceerd door Will Putney. Ter promotie toerde de band vervolgens de rest van het jaar achtereenvolgens door Australië, Noord-Amerika en Europa. In 2017 maakte drummer  Ryan Burt bekend dat hij de band vanwege mentale gezondheidsredenen de band moest verlaten. Hij werd vervangen door Joe Longobardi. Op 20 juni 2018 verscheen met Ivy (Doomsday) de eerste single voor hun nieuwe album. Het album werd uiteindelijk op 24 augustus van datzelfde jaar uitgebracht, waarna de band ter promotie langs de oostkust van Australië toerde naast Underoath, Crossfaith en Pagan.
Op 6 september 2019 bracht de band voor het eerst via Pure Noise Records haar eerste single voor hun zevende studioalbum uit. Het album zelf verscheen uiteindelijk op 21 februari 2020 en heet Everyone Loves You... Once You Leave Them.

## Bezetting
| Huidige leden - Ahren Stringer – zang (2003–heden); bas (2007–heden); slaggitaar (2003–2007) - Joel Birch – zang (2004–heden) - Dan Brown – slaggitaar (2013–heden); leidende gitaar, achtergrondzang (2014–heden) - Joe Longobardi – drums, percussie (2018–heden) | Voormalige leden - Lachlan Faulkner – drums, percussie (2003–2005) - Garth Buchanan – bas (2003–2007); achtergrondzang (2003–2004) - Troels Thomasen – drums, percussie (2005–2008) - Chris Burt – slaggitaar (2007–2009); bas (2007) - Clint Owen Ellis – leidende gitaar (2009–2011) - Trad Nathan – keyboards, synthesizers, piano (2006–2011) - Imran Siddiqi – slaggitaar (2011–2012) - Troy Brady – leidende gitaar (2003–2009; 2011–2014); achtergrondzang (2003–2004); slaggitaar (2009–2011; 2012–2013) - Ryan Burt – drums, percussie (2008–2018) |

Tijdlijn

## Discografie
Studioalbums
| Titel                                   | Album details                                                                                        | Hoogste notering in de hitlijsten | Hoogste notering in de hitlijsten | Hoogste notering in de hitlijsten | Hoogste notering in de hitlijsten | Hoogste notering in de hitlijsten | Hoogste notering in de hitlijsten | Hoogste notering in de hitlijsten | Certificeringen  |
| Titel                                   | Album details                                                                                        | AUS                               | AUT                               | DE                                | NZ                                | SWI                               | VK                                | US                                | Certificeringen  |
| --------------------------------------- | --- | --------------------------------- | --------------------------------- | --------------------------------- | --------------------------------- | --------------------------------- | --------------------------------- | --------------------------------- | ---------------- |
| Severed Ties                            | - Uitgebracht: 4 oktober 2008 - Label: Boomtown - Formats: cd, lp, download                          | 26                                | —                                 | —                                 | —                                 | —                                 | —                                 | —                                 |                  |
| Youngbloods                             | - Uitgebracht: 18 juni 2010 - Label: Boomtown - Formats: cd, lp, download                            | 6                                 | —                                 | —                                 | —                                 | —                                 | —                                 | —                                 | - ARIA: Gold     |
| Chasing Ghosts                          | - Uitgebracht: 7 september 2012 - Label: UNFD/Roadrunner Records - Formats: cd, lp, download         | 1                                 | —                                 | —                                 | —                                 | —                                 | —                                 | —                                 | - ARIA: Gold     |
| Let the Ocean Take Me                   | - Uitgebracht: 10 juni 2014 - Label: UNFD/Roadrunner - Formats: cd, lp, download                     | 1                                 | —                                 | —                                 | 24                                | —                                 | —                                 | 31                                | - ARIA: Platinum |
| This Could Be Heartbreak                | - Uitgebracht: 12 augustus 2016 - Label: UNFD/Roadrunner - Formats: cd, lp, download                 | 1                                 | 25                                | 29                                | 32                                | 31                                | 51                                | 26                                |                  |
| Misery                                  | - Uitgebracht: 24 augustus 2018 - Label: UNFD/Roadrunner - Formats: cd, lp, download                 | 1                                 | 39                                | 38                                | —                                 | 51                                | —                                 | 70                                |                  |
| Everyone Loves You… Once You Leave Them | - Uitgebracht: 21 februari 2020 - Label: Warner Music/Pure Noise Records - Formats: cd, lp, download | 2                                 | —                                 | 47                                | —                                 | —                                 | —                                 | 60                                |                  |